# Le Bagarreur du Kentucky
Pour plus de détails, voir Fiche technique et Distribution.
Le Bagarreur du Kentucky (The Fighting Kentuckian) est un western américain réalisé par George Waggner, sorti en 1949.

## Synopsis

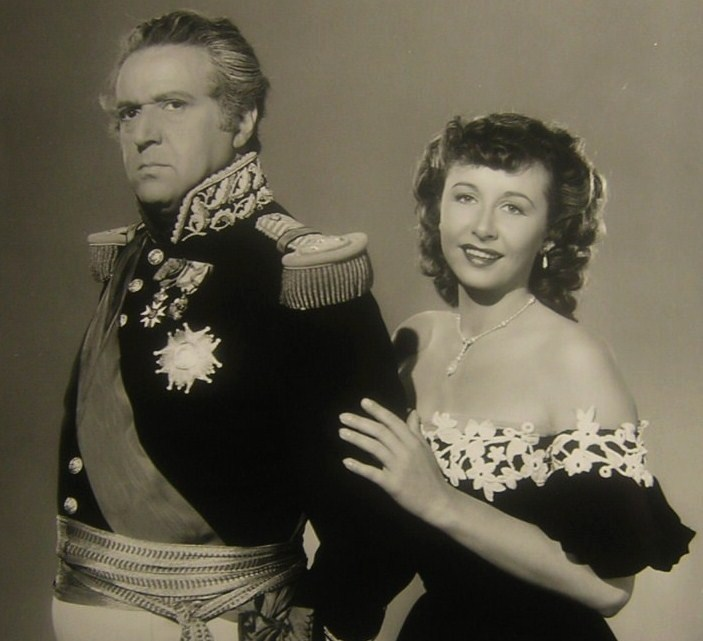
Vera Ralston et Hugo Haas, dans Le Bagarreur du Kentucky (1949, photo promotionnelle)

En 1818, quelques émigrants français issus des rangs de l'armée de Napoléon défaite à Waterloo, arrivent en Alabama et fondent la ville de Demopolis.
Combattant franc-tireur de la jeune Amérique, John Breen regagne son Kentucky natal pour y être démobilisé en compagnie de son jovial acolyte Willie Paine. Il tombe amoureux de Florence, la fille d'un général français, Paul de Marchand.
Malheureusement son soupirant légitime est Blake Randolph, un homme riche et puissant qui a la mainmise sur toute la région et est désireux de dépouiller les Français de leur terre.
Découvert à la suite d'un subterfuge où Breen et Willie se font passer pour des géomètres, Randolph tente en vain d'acheter Breen.
À la veille du mariage, Breen envisage  l'enlèvement de Florence, mais il en est dissuadé par le général qui invoque le risque de rupture des bonnes relations avec la colonie française. C'est au contraire Breen qui par ses révélations sur Blake Randolph, persuadera le futur beau-père de renoncer à cette union de raison.
Avec l'aide du deuxième régiment du Kentucky, Breen met fin aux agissements du gredin et de sa bande, avec ruse et combativité.
Tout se termine par un mariage d'amour entre John et Florence.

## Fiche technique
- Titre : Le Bagarreur du Kentucky
- Titre original : The Fighting Kentuckian
- Réalisation : George Waggner
- Scénario : Borden Chase, d'après une histoire de Prescott Chaplin
- Décors : James W. Sullivan
- Costumes : Adele Palmer
- Photographie : Lee Garmes
- Musique : George Antheil
- Montage : Richard L. Van Enger
- Production : John Wayne
- Société de production : Republic Pictures
- Pays :  États-Unis
- Genre : western
- Durée : 100 min
- Date de sortie : 
  - États-Unis : 15 septembre 1949

## Distribution
- John Wayne (VF : Raymond Loyer) : John Breen
- Vera Ralston (VF : Therese Rigaut) : Florence de Marchand
- Philip Dorn (VF : Jacques Erwin) : le colonel Georges Géraud
- Oliver Hardy (VF : Roger Tréville) : Willie Paine
- John Howard (VF : Claude Péran) : Blake Randolph
- Hugo Haas (VF : Maurice Pierrat) : le général Paul de Marchand
- Marie Windsor (VF : Jacqueline Rambauville) : Annie Logan
- Odette Myrtil (VF : Lucienne Givry) : Madame de Marchand
- Grant Withers (VF : Mario Painvin) : George Hayden
- Jack Pennick : le capitaine Dan Carroll
- Fred Graham (VF : Jean-Henri Chambois) : Carter Ward
- Franklyn Farnum (VF : René Bériard) : un invité
- Alberto Morin : Pierre Le Brun
- Mickey Simpson (VF : Lucien Bryonne) : Jacques
- Paul Fix : Beau Merritt
- Mae Marsh : Sœur Hattie
- Mabelle Koenig : Marie
- Shy Waggner, Crystal White : les amies
- Hank Worden : le présentateur du combat
- Charles Cane : le chef d'orchestre (Knox Brown)
- Cliff Lyons (en) : le conducteur
- Gino Corrado (non crédité) : un soldat français

## Autour du film
- Le scénario est proposé à John Wayne en 1948 par son ami George Waggner sous le titre Eagles in exile.
- Après sa mauvaise chute de cheval dans le final de La Charge héroïque, John Wayne, alors âgé de 42 ans, doit faire appel sans succès à deux cascadeurs pour la scène où il doit bondir sur son cheval pour quitter la maison des Marchand. C'est finalement un jeune cow-boy nommé Chuck Roberson qui réalisera la scène et deviendra la doublure de John Wayne pour le reste de sa carrière[1].